# Peldehue
Peldehue (del mapudungún: Peḻewe ‘lugar de lodo’) es una localidad rural a orillas del río Colina.

## Descripción
Está ubicada al norte de la comuna de Colina, en Chile. Su principal actividad económica es la agricultura y ganadería. En Peldehue se encuentra la Brigada de Operaciones Especiales "Lautaro", perteneciente al Ejército de Chile, donde se entrenan las Fuerzas especiales de este ejército. También acoge al Centro de Estudios Espaciales de la Universidad de Chile.

## Historia
Peldehue.-—Fundo situado en el departamento de Santiago al N. de su capital y á unos seis kilómetros hacia el NO. de los baños de Colina, los que primitivamente llevaron su nombre. Contiene un convento recoleto de religiosos dominicanos y buenos cultivos. En la sierra próxima al E. y contigua al cerro de Colocalán se descubrió á mediados del siglo anterior una rica mina de oro, que se llamó de Peldehue y que preparó la erección del convento, pero que después de un largo y productivo laboreo hubo que abandonarla por aguarse completamente. El nombre, que viene de pelde, el lodo, y de hue, significa lugar de lodo ó barrizal. 
 Diccionario Geográfico de la República de Chile  (1899) de Francisco Solano Asta-Buruaga y Cienfuegos.